# Distrito de Paucartambo (Paucartambo)
El distrito de Paucartambo es uno de los seis distritos de la provincia de Paucartambo, ubicada en el departamento del Cuzco,  bajo la administración el Gobierno regional del Cuzco.
La provincia de Paucartambo desde el punto de vista de la jerarquía eclesiástica está comprendida en la Arquidiócesis del Cuzco.

## Historia
Inicialmente el pueblo de Paucartambo (Pawqartampu en quechua, Tambo colorido), ubicado a 110 kilómetros del Cusco, en el Perú, fue un centro de aprovisionamiento para los militares del Imperio inca. Posteriormente, en la época de la colonia fue un núcleo comercial de la zona. Actualmente es la capital de la provincia de Paucartambo.
Oficialmente, el distrito de Paucartambo fue creado el 21 de junio de 1825 mediante Decreto del Libertador Simón Bolívar.

## Geografía
Esta localidad se encuentra en un valle a 2.906 metros de altura, por donde pasa el río Paucartambo, y se junta con el Río Qenqomayu. Sus calles son empedradas y estrechas con casonas blancas y balcones de color azul.

## Autoridades

### Municipales
- - 2018-2021
- Alcalde: Edgar Mamani Quispe.
- Regidores provinciales:
  - Daniel Cusihuata Huaman, Cecilio Puma Quispe, Doris Edi Mamani Castillo, Gervacio Cordova Ninaya, José Luis Álvarez Cana, Justo Eustaquio Loayza Mariaca, Pablo Mamani Yupanqui, Rosario C. Ascue Flores, Susana C. Huisa, Timoteo Aukgapuru Quispe.
- Alcalde:
  - 2015-2018: Juan Vargas Ccahuana del Movimiento Regional Inka Pachakuteq.
- Regidores provinciales:
  - Pablo Mamani Yupanqui (Movimiento Regional Inka Pachakuteq).
  - Daniel Cusihuata Huaman (Movimiento Regional Inka Pachakuteq).
  - Rosario Cristina Ascue Flores (Movimiento Regional Inka Pachakuteq).
  - Gervacio Cordova Ninaya (Movimiento Regional Inka Pachakuteq).
  - Timoteo Aukgapuru Quispe (Movimiento Regional Inka Pachakuteq).
  - Doris Edi Mamani Castillo (Movimiento Regional Inka Pachakuteq).
  - Cecilio Puma Quispe (Alianza Popular).
  - Cecilia Susana Huisa Champi (Autogobierno Ayllu).
  - José Luis Álvarez Cana (Acción Popular).
- 2011 - 2014[2]
  - Alcalde: Alcalde: Mario Condori Huallpa, del Movimiento Autogobierno Ayllu.
  - Regidores: Marcial Mamani Ccallo (Ayllu), Mario Huallpa Tupa (Ayllu), Maura Meza Huaman (Ayllu), Martha Martina Osorio Estrada (Ayllu), Mariano Carmen Condori Huaman (Ayllu), Roberto Zamata Herencia (Gran Alianza Nacionalista), Pio Villanoe Pfuña Condori (Restauración Nacional).

### Religiosas
- Decano: Pbro. José Antonio Ayerve Flores.
- Vicario: Pbro. Mateo Terry Vargas Escalante.

## Festividades
- Quyllur Rit'i
- Corpus Christi

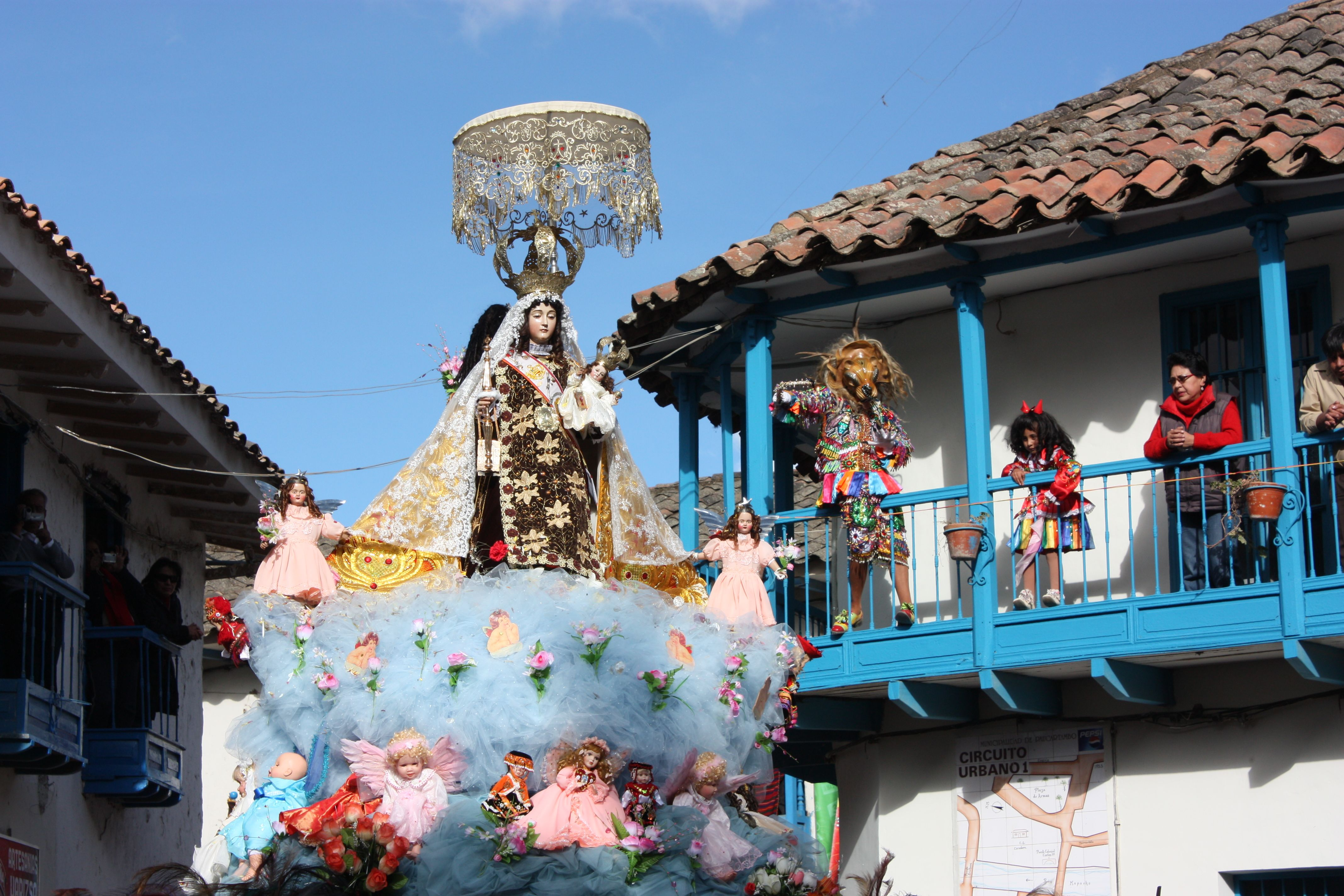
La fiesta de la Virgen del Carmen de Paucartambo fue declarada Patrimonio Cultural de la Nación en 2006.

- Fiesta de la Virgen del Carmen de Paucartambo

## Tres Cruces
Desde Paucartambo continua la carretera que viene desde Cuzco (via Collquepata y Pisac) en dirección a la selva, hacia el parque nacional del Manú. En la parte más alta de esta carretera (Abra de Acjanaco, a 3550 m s. n. m.) por un desvío, se accede al mirador de Tres Cruces desde donde se logra ver la maravillosa salida del Sol por tener la vista libre hacia la selva baja y también al Valle del Kosñipata. Tres Cruces es llamado el "Balcón del Oriente" y es uno de los dos únicos lugares en el mundo donde se observa este espectáculo de luces y colores de todas las gamas por estar situado arriba de los 3.800 metros de altura.
Es recomendable el uso de ropa de abrigo, por las bajas temperaturas, adicionalmente en el día puede observarse en toda su inmensidad la amazonía peruana y en días despejados es posible visualizar lugares como Patria y lugares cercanos a Pillcopata (y en las noches ver a lo lejos las luces eléctricas de estos poblados).

## Sitios arqueológicos

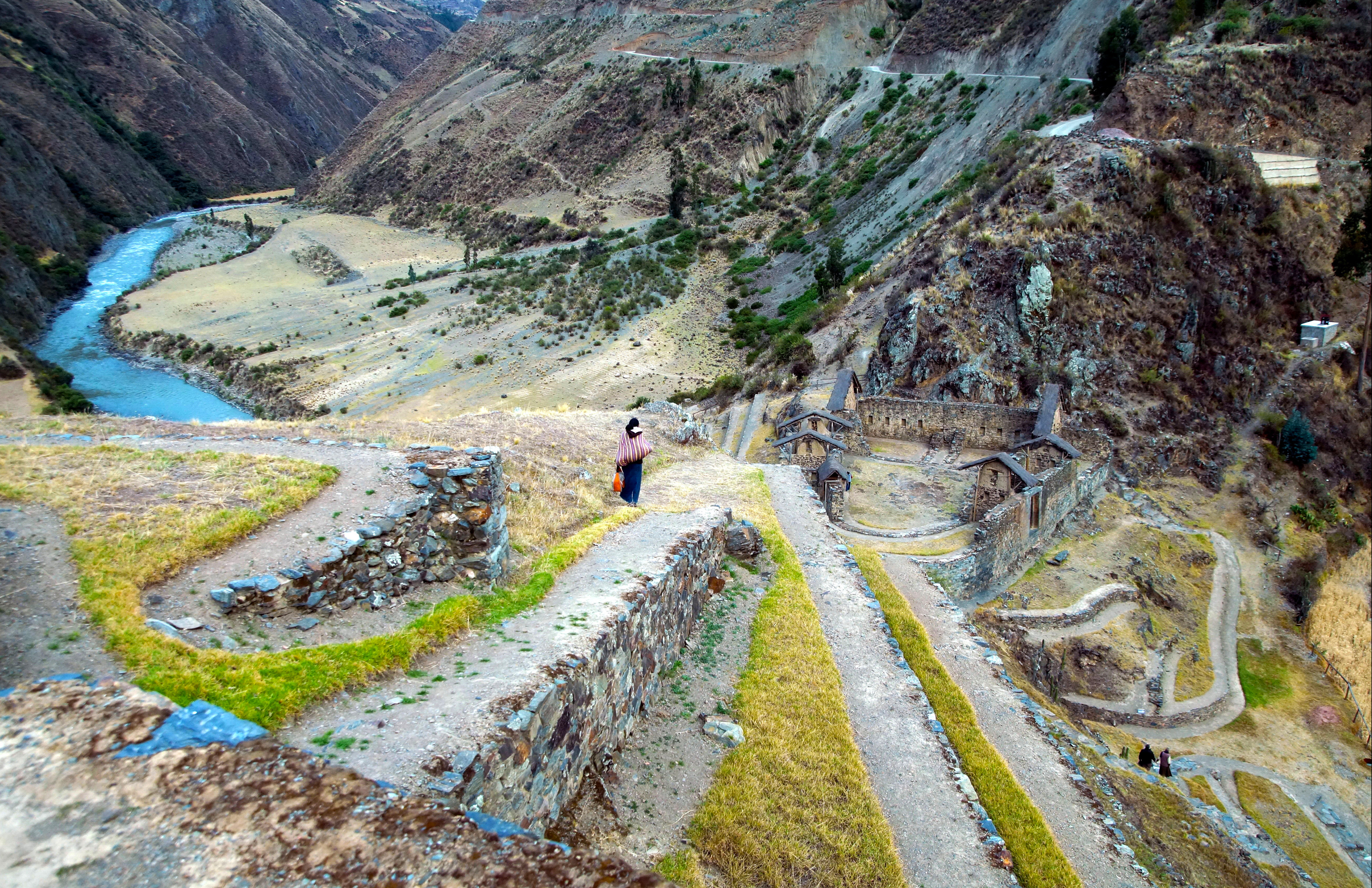
Centro arqueológico de Huatocto.

En Paucartambo se encuentra al Centro arqueológico Huatocto. 